# Typocerus deceptus
Typocerus deceptus är en skalbaggsart som beskrevs av Knull 1929. Typocerus deceptus ingår i släktet Typocerus och familjen långhorningar. Inga underarter finns listade i Catalogue of Life.